# Nicolas Frey
Nicolas Frey (ur. 6 marca 1984 w Thonon-les-Bains) – francuski piłkarz występujący na pozycji obrońcy. 

## Kariera piłkarska
Nicolas Frey jest wychowankiem drużyny Vence. W 1994 roku trafił do juniorów AS Cannes, od 2003 roku trenował także z pierwszą drużyną. Meczu w lidze jednak nie zagrał i przed sezonem 2004/2005 trafił do włoskiego Legnano, grającego w Serie C2. W 2005 roku przeszedł do Modeny, gdzie zadebiutował w Serie B (w meczu 7. kolejki z Pescarą). W Modenie spędził trzy sezony. Następnie odszedł do Chievo. Tu w Serie A pierwszy mecz rozegrał przeciw Fiorentinie.

## Życie prywatne
Nicolas Frey jest młodszym bratem Sébastiena, który jest byłym bramkarzem reprezentacji Francji.